# Bernd Hering (Maler)
Bernd Hering (* 5. Juli 1924 in Hamburg; † 6. Oktober 2013 in Potsdam) war ein deutscher Maler, Grafiker, Bildhauer und Kunsterzieher.

## Werdegang

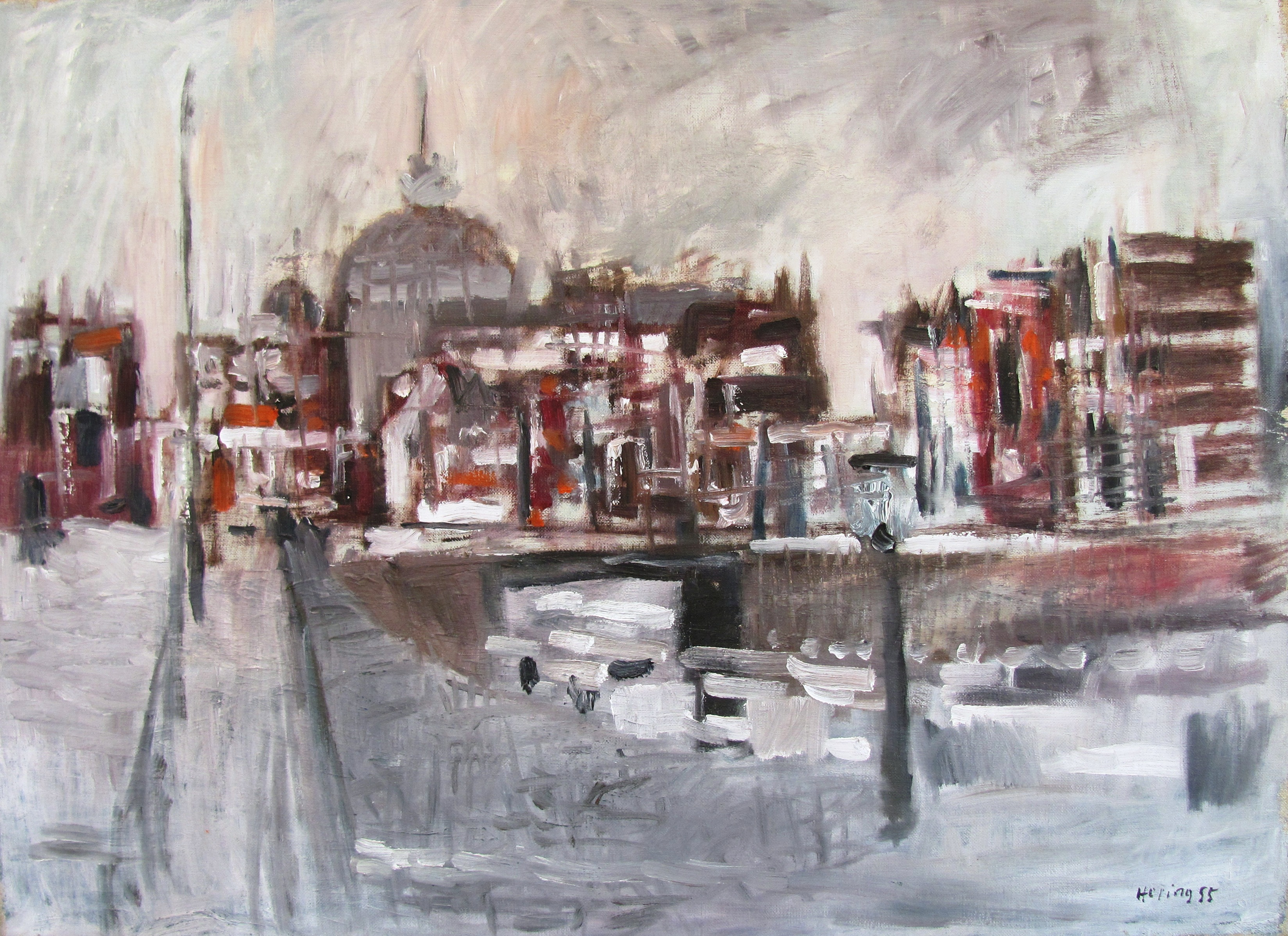
Gemälde „Schevingen“, 1955

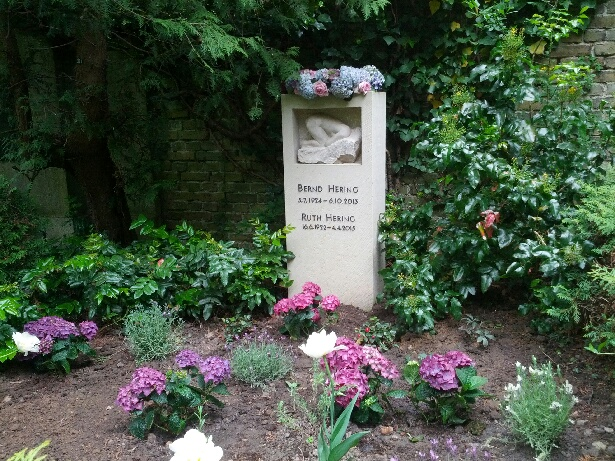
Grabstein von Bernd und Ruth Hering, 2016

Hering besuchte in Hamburg von 1936 bis 1944 das humanistische Wilhelm-Gymnasium. Seine künstlerische Ausbildung an der Landeskunstschule Hamburg (später Hochschule für bildende Künste Hamburg) erhielt er unter anderem als Mitschüler von Horst Janssen, Paul Wunderlich, Vicco von Bülow und Harald Duwe bei Alfred Mahlau und Willem Grimm. Aus dieser Zeit sind zahlreiche Landschaftsbilder aus dem norddeutschen Raum sowie Zeichnungen aus dem Tierpark Hagenbeck, aber auch Buchillustrationen (z. B. für die Halunkenpostillen von Fritz Graßhoff) und eine mit Wolfgang Menge projektierte, aber nie erschienene Comicserie (‚Jim Panse und Papa Vian‘) erhalten. Hering wurde der Trauzeuge von Wolfgang Menge. Obwohl er als ‚Meisterschüler‘ von Willem Grimm galt, entschied er sich aufgrund der Familiengründung für den Schuldienst als Kunsterzieher.
Von 1954 bis 1975 unterrichtete er als Kunsterzieher wiederum am Hamburger Wilhelm-Gymnasium. Zusätzlich war er Dozent am Lehrerfortbildungsseminar, Mitglied im Vorstand des Berufsverband Bildender Künstler und Fachvertreter in der Senatskommission ‚Kunst am Bau‘. Aus dieser Zeit stammen viele Bilder, die auf seinen Reisen nach Dänemark und Schottland entstanden. Ab 1975 lebte und arbeitete er zusammen mit seiner Ehefrau, der Malerin Ruth Hering (geb. Kneipphoff), in seinem Atelier im Languedoc in Südfrankreich sowie – jeweils zur Winterzeit – in Felsberg.
In den Jahren zwischen 1975 und 2012 hat Bernd Hering bemerkenswerte Änderungen seiner Stilrichtung vorgenommen. Seine großen pointilistisch in Acryl gemalten Bilder sind geprägt von einer ‚Metaphysik der Oberfläche‘ (Werner Lehmann) und eröffnen – mit den Worten Oliver Dietrichs – einen von allen Metaphern befreiten Blick auf Landschaften. Bernd Hering selbst hat diese Bilder als ‚Kontemplationstafeln‘ begriffen, welche dem Beschauer die Natur vor Augen führen sollen. ‚Natur‘ war für Bernd Hering nicht nur Landschaft, sondern auch der menschliche Körper, den er in Zeichnungen und Skulpturen ‚archiviert‘ hat. Neben seinem bildnerischen Werk hat Bernd Hering sich als Literat und Autor von Texten hervorgetan. 2001 veröffentlichte er unter dem Pseudonym Paul Emil Drasdo das Buch Rufe aus der Wildnis (Verlag Jahn und Ernst).
2010 zogen Ruth und Bernd Hering zu ihren Angehörigen nach Potsdam. 2013 starb Bernd Hering, er wurde auf dem Bornstedter Friedhof beigesetzt. Sein Grabstein enthält eine Skulptur, die er im Jahre 1992 angefertigt hat.

## Einzelausstellungen
- 1969: Bernd Hering: Malerei und Grafik, Kunstamt Charlottenburg
- 1997: Malerei und Graphik, Neue Galerie, Kassel
- 2016: Der Maler Bernd Hering und Regionales, Museum der Schwalm, Schwalmstadt